# Place Joffre (Rouen)
Pour les articles homonymes, voir Joffre (homonymie).
La place Joffre est une voie publique de la commune de Rouen.

## Situation et accès
La place Joffre est située à Rouen, sur la rive sud de la Seine.
La place est desservie par la station souterraine de tramway Joffre-Mutualité.

## Origine du nom

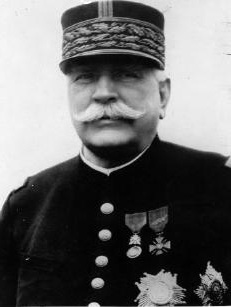
Joseph Joffre.

Cette place rend hommage à Joseph Joffre (1852-1931), maréchal de France, vainqueur de la première bataille de la Marne en 1914.

## Bâtiments remarquables et lieux de mémoire
Au no 15, salon de bronzage de Poupette Kenza.